# 布魯斯圖里鄉 (比霍爾縣)
47°08′00″N 22°16′00″E / 47.1333°N 22.2667°E
布魯斯圖里鄉（羅馬尼亞語：Comuna Brusturi, Bihor），是羅馬尼亞的鄉份，位於該國西北部，由比霍爾縣負責管轄，面積103平方公里，海拔高度157米，2007年人口4,064，人口密度每平方公里39人。